# Borís Safónov

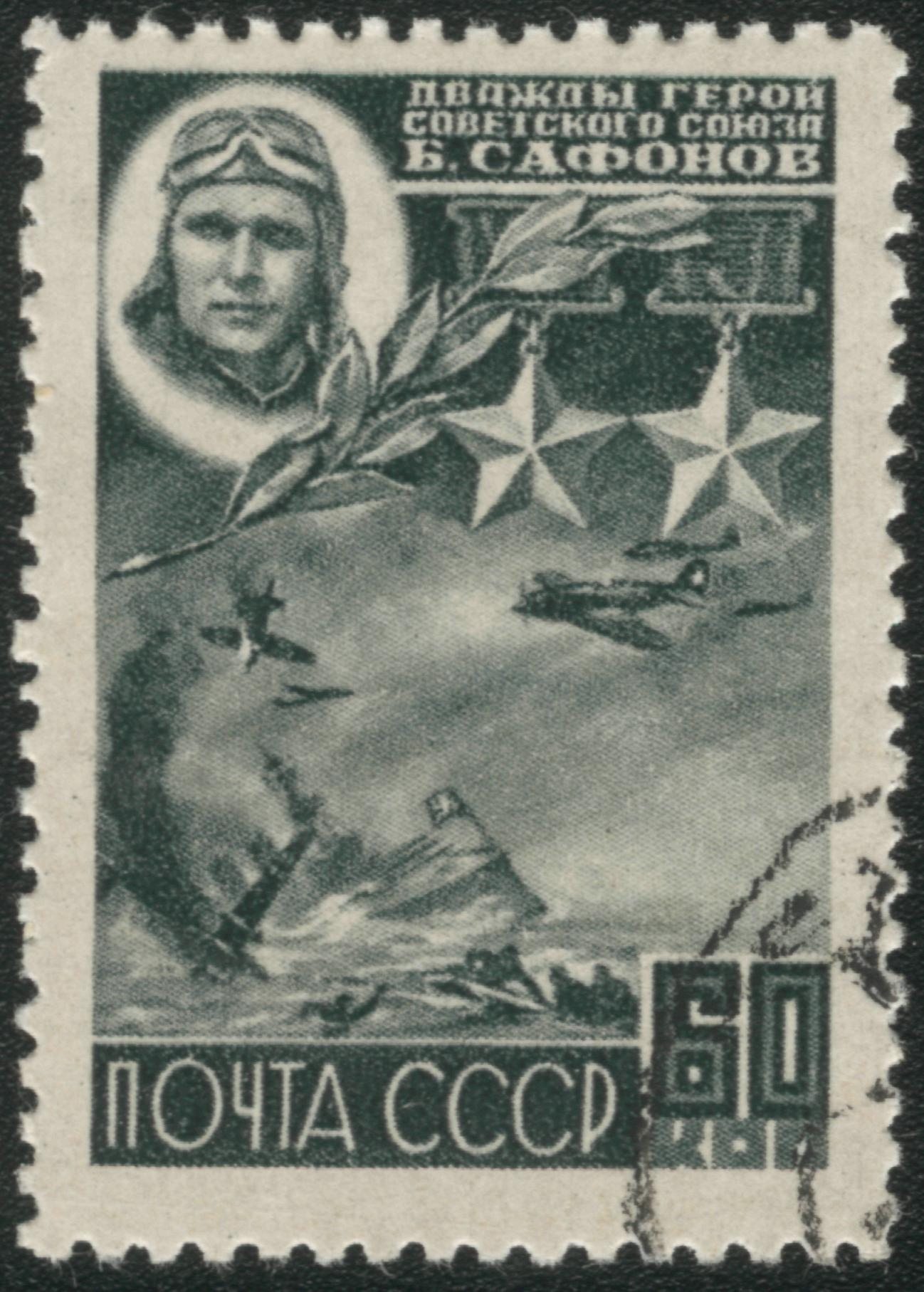
En un conmemorativo de los héroes de la URSS

Borís Feoktístovich Safónov (Борис Феоктистович Сафонов, translitera Borís Feoktístovich Safónov (1915- 30 de mayo de 1942) fue un piloto soviético.
Había nacido en una familia de campesinos. El 28 de agosto de 1915 en Sinyávino. Hoy día es parte del distrito de Pávlovski Raión en el Óblast de Tula. A fines de los años 20s, después de finalizar la educación media durante 7, estudio en la FZU (Fabrichno-Zavódskoe Uchílische), una escuela industrial que prepara contingente para las plantas y fábricas.  Asciende a jefe de la sección OSOAVIAJIM (Óbshchestvo sodiéystviia oboroñe, aviatsiónnomu i jimícheskomu stroítelstvu = Sociedad de Voluntarios para el desarrollo de la aviación y de la química). En 1931, comenzó estudios en el AEROCLUB (Air Club) local. Su instructora fue Valentina Grizodúbova, posteriormente famosa pilota y Héroe de la Unión Soviética. Safónov fue unos de los primeros en recibir la Medalla Voroshílov Marksman de segunda clase - una piocha de excelencia nombrado en honor del héroe de la guerra civil rusa por los resultados notables en este grupo
Por su número de bajas enemigas, fue galardonado dos veces Héroe de la Unión Soviética. La primera ceremonia tuvo lugar el 16 de septiembre de 1941 con el rango de capitán. El segundo premio fue otorgado a título póstumo el 14 de junio de 1942. Además, el 17 de marzo de 1942 fue galardonado como uno de los pocos pilotos soviéticos, en recibir la británica Cruz de Vuelo Distinguido, por sus servicios durante la Operación Benedicto (Operación Benedicto).